# Sveriges Släktforskarförbunds årsbok
Sveriges Släktforskarförbunds årsbok, från och med 1995 med titeln Släktforskarnas årsbok följt av årtalet, utgavs 1988–2024 av Sveriges Släktforskarförbund. Den 6 maj 2024 meddelades att årgång 2024 var den sista. Varje volym omfattade omkring 250–350 sidor. Boken kommer ut på försommaren varje år (under juni). Från första början gavs den ut i olika teman, men från och med 1995 blandar man artiklarna, som vanligtvis är av hög kvalitet, alltefter som de skickas in av författarna. Redaktörer för Släktforskarnas årsbok har varit, i tur och ordning, Bengt Hjord, Håkan Skogsjö, Eva Johansson och Ted Rosvall. Böckerna finns på de flesta bibliotek.

## Redaktörer
- 1988–1994: Bengt Hjord
- 1995–2013: Håkan Skogsjö
- 2014–2016: Eva Johansson
- 2017–2024: Ted Rosvall

## Teman 1988–1994
- 1988: Båtsmän, ryttare och soldater
- 1989: Stadsbor i gångna tider
- 1990: Inte bara kyrkböcker
- 1991: Bland bergsmän och bruksfolk
- 1992: Utvandrare och invandrare i gångna tider
- 1993: Skurkar och vanligt folk
- 1994: Arkivskatter